# Mühlenrade
Mühlenrade er en kommune i det nordlige Tyskland, beliggende i Amt Schwarzenbek-Land i den sydvestlige del af Kreis Herzogtum Lauenburg. Kreis Herzogtum Lauenburg ligger i delstaten Slesvig-Holsten.

## Geografi
Mühlenrade ligger ca. 12 kilometer nord for Schwarzenbek og ca. 30 km øst for Hamborg.